# かっぱ天国
『かっぱ天国』（かっぱてんごく）は清水崑が1953年（昭和28年）から1958年（昭和33年）まで『週刊朝日』に連載していた漫画である。題名は『週刊朝日』編集長の扇谷正造（1913年3月28日 - 1992年4月10日）による。

## 概要
妖怪画や絵本、おとぎ話に描かれた河童の定義定説から大きく外れた新しい河童像を確立させた。具体例は「おかっぱ頭」のほかにもある自由な髪型、衣服代わりの甲羅の着せ替えである。清水崑の代表作品であり、「崑のかっぱか、かっぱの崑か」と評された『崑かっぱ』が確立するきっかけとなった。宝塚歌劇団によってレビュー化された他、登場する河童は『黄桜酒造』（現 黄桜）のコマーシャルや、薬品のコマーシャルに使用された。

## 登場キャラクター
本作には人間は登場しない。この章では主に小学館文庫版の『登場かっぱ紹介』で名前が判明している河童を中心に記載した。
ヒョロ
本作の実質的な主人公。青年河童。その日暮らしの気ままな独身生活をしている。犯罪以外のなんでも屋や甲羅のオーダーメイドで生計を立てている。僧侶ではないが、ノミ和尚の弟子として禅の修行に励む。しかし禅の最中に雑念や誘惑に負けて、ノミ和尚から警策で叩かれることが多い。（このやりとりは黄桜の第一作CMにもある)
性格はおせっかいで早とちり。例えば、素潜りをしようとする女河童を入水自殺だと勘違いして止めようとしたり、夕焼けを眺めている保育士と子河童を落ち込んでいる親子だと勘違いして職業安定所に案内した。（作中の表記は子守りと口入れ屋）
口癖は「なるほど」を省略した「ナール」・「ナアル」。
単行本第3巻からは身寄りのない少女河童を保護し、シングルファザーとなる。
少女河童
単行本第3巻から登場。ヒョロに保護されて生活を共にする。髪型は二つ結い。ヒョロのことは「おじちゃん」と呼ぶ。
作中では結局、母親と再会することは果たせなかった。
ノミ和尚
ヒョロに禅の修行を教える師匠。修行は座禅、歩行禅、水中禅、そして禅問答といったユニークなもの。曹洞宗の只管打坐と臨済宗の禅問答の両方を兼ねている。『〇〇禅』と描かれた旗と警策を持って歩くこともある。「喝！」と言うこともある。だが、寺の住職ではない。
妻のタル夫人にこき使われ、時には反撃し、派手な夫婦喧嘩をする。名前は「蚤の夫婦」から。
タル夫人
ノミ和尚の妻。名前は樽のような体型から。気が強い。いわゆる鬼嫁であるが、本作連載当時はまだ鬼嫁という言葉は存在しなかったため、「恐妻」や「かかあ天下」の表記がふさわしいだろう。
巨大つばめ（後述）が水浴びをしている最中に全身タイツをこっそり着用したが空を飛ぶコントロールに失敗した。
シロ
青年河童。その名の通り、白い肌の持ち主。ヒョロの友達。作中の河童の中で一番の容姿端麗。しかし女河童達とは本命の両想いは成立せずに遊び友達止まりで終わる。キャッチコピーは「ドン・ファン」。
ごけはん
未亡人の女河童で一人娘がいるシングルマザー。再婚しようと婚活に励むが、子持ちであることを敬遠され、縁遠い。名前は「後家」から。
ミーちゃん
年若い女河童。髪型はポニーテール。流行の甲羅や髪型、髪飾り、アクセサリーにお金を費やす。名前は「ミーハー」から。
オサゲ
思春期の少女河童。髪型は三つ編みのお下げ髪。食いしん坊で泣き虫。単行本第2巻のエピソードでは、母親に新品の甲羅をねだるが買ってもらえない。やがて母親の背丈を追い抜いてお下がりの甲羅をもらうが、丈が短くて尻が見えそうになってしまい恥ずかしさのあまり号泣した。
ボーイ
思春期の少年河童。キャッチコピーは「思春期ニキビ」。単行本第2巻に登場。子だくさんの大家族で年上の兄弟よりも身長を追い抜いている。実は父親と「ノッポの女中」との間に生まれた子で、ヒョロに兄弟との身長差を指摘されると泣き崩れた。
スリ姉妹
男河童にぶつかったふりをして窃盗罪という犯罪を行なう常習犯の姉妹。小太りでパーマをかけている髪型のほうが姉。高身長でキツネ目のほうが妹。キャッチコピーは「風と共に去りぬ」。
フィアンセ
いつも2人で抱き合っている恋人同士の河童。だがなぜか結婚には至らない。
ストーカー
小学館文庫版に登場。作中での名前と台詞はない。何も言わずにフィアンセの後を追って隣に座ったり木の上からじとっとした目つきで見上げるので気味悪がられる。知恵の輪を与えられると夢中になって遊ぶ。ノミ和尚に警策で叩かれたが反省と更生はしていない。もっとも、作品連載当時はまだストーカーという言葉がなく、またつけ回しや後追いは迷惑行為だという認識が世の中にはなかった。
ヒョウタン
大人の色気があるキツネ目の女河童。腰を振って男河童（特にヒョロ）を誘惑する。
山だし
小学館文庫版に登場。長髪の田舎娘河童。ひげを生やした紳士に肩幅のある新しい甲羅を買ってもらった。次のエピソードでは道端で紳士とすれ違うと頭を下げた。紳士は山だしがお辞儀をするようになったと感心したが、実は花を摘んで髪飾りにした。
白太郎・黒太郎 白子・黒子
小学館文庫版の後半に登場。その名の通り、色白と色黒の河童の男女。白太郎と白子の性格は生真面目で几帳面、そして恥ずかしがりや。白太郎は女には非常に弱く、口癖は「いかんいかん」である。
対照的なのが、黒太郎・黒子は食いしん坊で好奇心旺盛、そして大胆で大雑把な性格。
彼らの登場回は「一心同体」をもじった「異心同体」という副題がつく場合もある。
復員兵河童
『らくだ出版 愛蔵版』に登場。腕に恋人のルリを描いた刺青を彫っている。出征当時は肥満体であったが、従軍を経て終戦後には痩せこけてしまった。
ルリ
『らくだ出版 愛蔵版』に登場。ふくよかな体格で煙草をたしなむ女河童。自分の名前を知っている痩せこけた復員兵河童が誰なのか思い出せなかったが、ヒョロに空気入れで彼の体を膨らませてもらうと、出征前の体格と腕に彫った自分自身の姿の刺青を思い出して号泣して喜んだ。ルリに抱き付かれた復員兵河童の空気が抜けた際、ヒョロは気圧で吹き飛ばされた。
〈鳥類〉
巨大つばめ姉妹
巨大なつばめの姉妹。空を飛ぶ仕組みは特殊繊維製の全身タイツを着ているため。河童が全身タイツを着ると頭の皿が重くて飛べずに逆立ちになってコントロールができない。
ペンギン親子
日本語を話すことができないペンギンの父親と2羽の雛鳥。父親はヒョロと同じくシングルファザー。妻は他界している。
作品連載当時（1953-1958）の日本国内の動物園や水族館でのペンギンの飼育実績はまだなかった。水族館のペンギン飼育が始まったのは1960年代になってからである。
〈その他〉
野良犬
ある時は河童の天敵。ある時は河童の友達。子犬はつぶらな瞳で、親犬はどんぐりまなこ。

## ヒョロの悪事
前述した通り、ヒョロは犯罪以外の何でも屋をして生計を立てているのだが、時には悪事や不正に手を染めてしまう。
- 女河童の盗撮
- スイカ泥棒
- 神父に化けて法衣の中に釣竿を忍ばせて釣りをする
- 河童地蔵のふりをしてお供え物をこっそり食べる
- 子河童用の甲羅をミニスカートならぬミニ甲羅だと偽装して完売した。この時は「ポニーテールのミー」を宣伝と販売促進を兼ねたモデルに採用した。
- 体型が異なる姉妹を宣伝に利用した「美容体操」詐欺
- 『天国いかに生くべきか』と題した本を路上販売したが売れず、題名を『天国いかに遊ぶべきか』と改題すると飛ぶように完売した。しかしすぐに内容の薄っぺらさに激怒した購入者から返品されてしまった。

## 甲羅について
この作品の見どころは取り外して着せ替えることができる甲羅や甲羅が取り外れる演出である（これらは他の清水崑作品にもある）。材質ははっきりしないが、作中ではヒョロや仕立て屋が金づちで叩いたりローラーで伸ばして製作する場面がある。河童は水の妖怪だということを考えると、板金加工だけではなく防錆加工や防水加工も施した鋳物や合金でなければいけないだろう。
作品連載期間の昭和28年から昭和33年の日本の科学技術は合金や新素材の開発と研究の黎明期だった。（注 諸説あり）
本作はSF漫画ではないが、オーバーテクノロジーを住民が上手に応用する貴重な物語である。
甲羅の作り方はまず客の寸法を測り、体型が一致したマネキンを作る。
次に板金加工で甲羅を作り、マネキンの背中にかぶせて完成。
甲羅の製作期間中は、一度注文した客は測定した寸法通りの体型を維持しないといけない。女河童が体型を気にして神経質になる場面が多い。

## コマーシャル
黄桜酒造（現 黄桜）や薬品のコマーシャルに使用された。黄桜のコマーシャル映像は黄桜の公式ウェブサイト、YouTube、キザクラカッパカントリーで試聴することが可能である。1959年の作画が最も原作に近いデザインである。

## 書籍情報
現在は全ての書籍が絶版した。
清水崑作品の著作権は出身地である長崎市が継承した（長崎市中の茶屋 清水崑展示館ホームページ参照）。著作権保護期間は2044年12月31日に終了する予定である。